# Comuna Oleksiivka, Mîkolaiivka
Oleksiivka (în ucraineană Олексіївка) este o comună în raionul Mîkolaiivka, regiunea Odesa, Ucraina, formată din satele Cearivne, Kare, Mala Dvoreanka, Morozova, Oleksiivka (reședința), Suhîi Ovrah și Vasîlivka.

## Demografie
Componența lingvistică a comunei Oleksiivka
     Ucraineană (88,01%)
     Română (6,53%)
     Rusă (2,12%)
     Alte limbi (0,38%)
Conform recensământului din 2001, majoritatea populației comunei Oleksiivka era vorbitoare de ucraineană (88,01%), existând în minoritate și vorbitori de română (6,53%), armeană (2,66%) și rusă (2,12%).